# UE Lleida
Az UE Lleida, teljes nevén Unió Esportiva Lleida egy már megszűnt katalán labdarúgócsapat. A klubot 1939-ben alapították, 2011-ben szűnt meg. Története nagy részét alacsonyabb osztályokban töltötte, azonban néhány szezont szerepelt a Primera Divisiónban is.
2011-ben az elhatalmasodó anyagi problémák miatt szűnt meg. Jogutódja a Lleida Esportiu.

## Sikerek
- Segunda División: 1992-93
- Segunda División B: 1989-90, 2003-04
- Tercera División: 1948-49
- Copa Catalunya-döntős: 1991-92, 1998-99
- Trofeu Nostra Catalunya: 1974, 1975, 1977, 1981, 1986, 1987, 1990
- Trofeu Ciutat de Lleida: 1987, 1992, 1994, 1995, 1997, 2001, 2004, 2006, 2007, 2008

## Ismertebb játékosok
| - José Emilio Amavisca (1991–92) - Estanislao Basora (1955–56) - Carles Busquets (1999–2003) - Canito (1975–76) - Enric Gensana (1954–56) - Marià Gonzalvo (1955–56) - Tomás Hernández (1955–56) - Eladio Silvestre (1960–61) - Raúl Tamudo (1999) - Unai Vergara (2005–07) - Ali Benhalima (1990–93) - Renaldo (2000–01) - Mate Bilić (2005–06) | - Søren Andersen (1993–94) - Goran Stanić (1998–2000) - Michael Emenalo (1997–98) - Carlos González (2000–01) - Ilija Stolica (1998–00) - Dmitrij Kuznyecov (1994–95) - Julio Rodríguez (1995–98) - Gustavo Matosas (1993–94) - Manny Lagos (1991–92) - Miguel Mea Vitali (2000–01) - Boban Babunski (1994–96) - Jovan Stanković (2004–05) - Mauro Ravnić (1992–94) |

## Ismertebb edzők
- Mané (1988–95)
- Víctor Muñoz (1999–2000)
- Juan José Nogués (1954–55)
- Juande Ramos (1997–98)
- Manuel Ruiz Sosa (1971–72)
- Marcel Domingo (1962–63)
- Simatoc Miklós (1959–60)

## Elnökök
| - Sebastià Tàpies: 1939–40 - Joan Porta: 1941–47 - Eduard Estadella: 1947–51 - Llorenç Agustí: 1951–54 - Josep Servat: 1954–57 - Antoni Rocafort: 1957 - Laureà Torres: 1957–60 - Antoni Teixidó: 1960–62 - Ramon Vilaltella: 1962–67 - Josep Jové: 1967–68 - Pere Roig: 1968–69 - Manel Rosell: 1969–70 - Miquel Martínez: 1970–72 | - Josep Montañola: 1972–74 - Lluís Nadal: 1974–77 - Josep Esteve: 1977–79 - Joan Planes: 1979–82 - Antoni Gausí: 1982–86 - Màrius Durán: 1986–96 - Josep Lluís: González 1996–97 - Màrius Durán: 1997–98 - Antoni Gausí: 1998–2002 - Miquel Pons: 2002–06 - Xavier Massana: 2006–07 - Ignasi Rivadulla: 2007–10 - Anabel Junyent: 2010–11 |